# 이종철 (무술가)
이종철(李鐘鐵, 1935년 ~ 2023년 10월 27일)은 1960년대 오스트레일리아에 건너온 대한민국의 태권도 사범이다. 그는 오스트레일리아 최초이자 최대 규모의 태권도장으로 널리 알려진 이태권도의 창시자이다. 이종철은 태권도 8단이자, '월드마스터'라는 칭호를 갖고 있다. 외국에서 불리는 12명의 태권도 원조 사범 중 한 명이다. [a] 2003년에 33년 동안 태권도와 한국 문화를 장려한 공로로 대한민국 정부로부터 국민훈장 동백장을 받았다.

## 같이 보기
- 남북통일